# Centre interuniversitaire d'études québécoises
Le Centre interuniversitaire d’études québécoises, mieux connu sous le sigle CIÉQ, est un regroupement stratégique du Fonds québécois de recherche sur la société et la culture fondé en 1993.
L’objectif du regroupement est l’étude des changements sociaux et culturels de la société québécoise dans la perspective des disciplines des sciences humaines et sociales.  Les activités du CIÉQ se déroulent dans deux pôles principaux : CIEQ-Laval (anciennement le Laboratoire de géographie historique de l'Université Laval) et le CIEQ-UQTR (Centre d'études québécoises de l'Université du Québec à Trois-Rivières, créé en 1986). Les chercheurs qui y sont actifs proviennent toutefois de neuf universités différentes.
Le CIÉQ produit diverses publications, notamment l’Atlas historique du Québec, et rend accessibles sur le web diverses bases de données, notamment MEDICUS QUEBECENSIS,.